# Schola Cantorum Aetnensis
La Schola Cantorum Ætnensis è una corale polifonica a voci miste fondata a Zafferana Etnea (CT) nel 1983; da allora è diretta dal maestro Santo Russo.

## Storia
La Schola Cantorum Ætnensis nasce nel 1983.
Tra i festival e le manifestazioni cui ha partecipato si ricordano: l'Anno Europeo della Musica a Roma e Città del Vaticano; Cantus Convivium di Casalbordino (CH); Elevazioni musicali di Pescara; Natalcori di Battipaglia; Rassegna Internazionale di Marcellina (Roma); Festival corale di Ripatransone (AP); Incontro con la Polifonia di Giarre; Festival corale di Tolentino; Rassegna Corale Nazionale di Torre del Greco (NA); Rassegna Internazionale di Ponte Valleceppi (PG); Incontro corale di Matera; International Choral Competition di Rimini; Ottobrate Musicali di Sant'Arsenio (SA); Rassegna Internazionale di Musica Sacra "Virgo Lauretana" di Loreto (AN).
Ha partecipato a festival e rassegne quali lo Zèmplen Festival di Sàrospatak (Ungheria), il Florilège Vocal di Tours (Francia) e i concerti per il Giubileo a Roma.
Nel 1991 e nel 1998 ha ottenuto il secondo premio al Concorso di Vallecorsa e, nel 2003, al Concorso Internazionale Orlando di Lasso di Camerino (MC) ha vinto due medaglie di bronzo, categoria voci miste e voci femminili. Nel 2004 ha vinto il primo premio assoluto al Concorso di Polifonia sacra e Canto gregoriano di Vallecorsa (FR).
Il Coro ha tenuto concerti e tournée in diverse città d'Italia e per sodalizi quali l'A.gi.mus., l'Associazione S. Cecilia, gli Amici della Musica. 
Nel gennaio 2006 ha offerto, insieme all'Orchestra d'archi Ætnensis, un omaggio musicale a Wolfgang Amadeus Mozart, nel 250º anniversario della nascita.
Nell'agosto 2007 ha tenuto, presso la Palazzina liberty del Parco Comunale di Zafferana Etnea, un interessante Concerto di Musica rinascimentale, inserito nel contesto della ricca programmazione di Etna in Scena, cartellone di importanti eventi culturali.
Presta servizio liturgico in S. Maria della Provvidenza, Chiesa Madre di Zafferana Etnea.

### Repertorio e riconoscimenti
Il repertorio spazia dal canto gregoriano alla musica contemporanea.
Per la promozione della cultura musicale ha ottenuto i seguenti riconoscimenti:
- Premio Etna che lavora (1986);
- Targa speciale Polifemo d'Argento 1999, Zafferana Etnea;
- Encomio solenne dall'Amministrazione comunale di Zafferana Etnea nel 2004.

### Il direttore
Il direttore Santo Russo ha studiato pianoforte con F. Cristina diplomandosi presso il Conservatorio di Messina. Al Pontificio Istituto di Musica Sacra di Roma ha studiato organo con F. Circelli, canto gregoriano e direzione polifonica con R. Baratta e Domenico Bartolucci. Ha seguito corsi di perfezionamento e seminari di Canto gregoriano con Nino Albarosa, Musica d'insieme e analisi con Eliodoro Sollima e Giovanni Carli Ballola, Interpretazione e analisi della musica corale contemporanea con Bruno Zanolini e Gary Graden.
Nel 2006 gli è stato conferito il premio "Sikelikè Polyphonia".